# 霊感コメディ/イン・ザ・スピリッツ
『霊感コメディ/イン・ザ・スピリッツ』（In the Sprit）は、1990年製作のアメリカ映画。サンドラ・シーキット監督のホラー・サスペンスコメディ。

## ストーリー
ある日、大企業の重役ロジャーはリストラされる。傷心の彼を妻マリアンヌは、心霊信仰グループに誘う。そのいかがわしさに嫌気が差し、共に集まる人々とそりが合わなくなったロジャーは遂に家出を決意するが、その直後、マリアンヌのルームメイトが投身自殺を遂げ、更なる怪事件が連鎖するように起こっていく。

## キャスト
- ピーター・フォーク（ロジャー・フラン）
- エレイン・メイ（マリアンヌ・フラン）
- ジーニー・バーリン（クリスタル）
- オリンピア・デュカキス（スー）
- メラニー・グリフィス（車に轢かれる女）